# 秋香
秋香（?—?），本名林奴兒，字金蘭，號秋香，金陵名妓。
《唐伯虎點秋香》（又名《三笑姻緣》）的女主角秋香確有其人。孟森在《心史叢刊》三集考证，秋香是南京歌妓，本名林奴兒，明朝成化年間人，“風流姿色冠於一時”，但年紀比唐寅大二十歲。秋香後來成為《三笑姻緣》的女主角，明代江南四大才子唐伯虎在西廂寺偶遇華太師夫人的侍女秋香，遂展開追求，不惜賣身給華太師委身書僮，教導华太師二子讀書，秋香前後對他笑了三次，終於抱得美女歸。但孟森也認為南京歌妓秋香未必就是宦家婢秋香的原型。更早的明代小說家王同軌在《耳談》中敘述蘇州陳元超與秋香的故事，秋香的身份是“宦家從婢”，與《三笑姻緣》故事甚雷同，鄒弢認為《耳談》即為《三笑姻緣》的原本。

## 媒体改编

### 電視劇
- 2000 《金裝四大才子》關詠荷飾演

- 2001 《《秋香》》

- 2010 《秋香怒點唐伯虎》胡杏兒饰演

### 電影
- 1993 《唐伯虎點秋香》